# Albisola Superiore
Albisola Superiore – miejscowość i gmina we Włoszech, w regionie Liguria, w prowincji Savona.
Według danych na rok 2004 gminę zamieszkiwało 10 914 osób, 376,3 os./km².
Urodził się tutaj Giuliano della Rovere, późniejszy papież Juliusz II.